# Itoplectis ocris
Itoplectis ocris là một loài tò vò trong họ Ichneumonidae.